# Autograaf

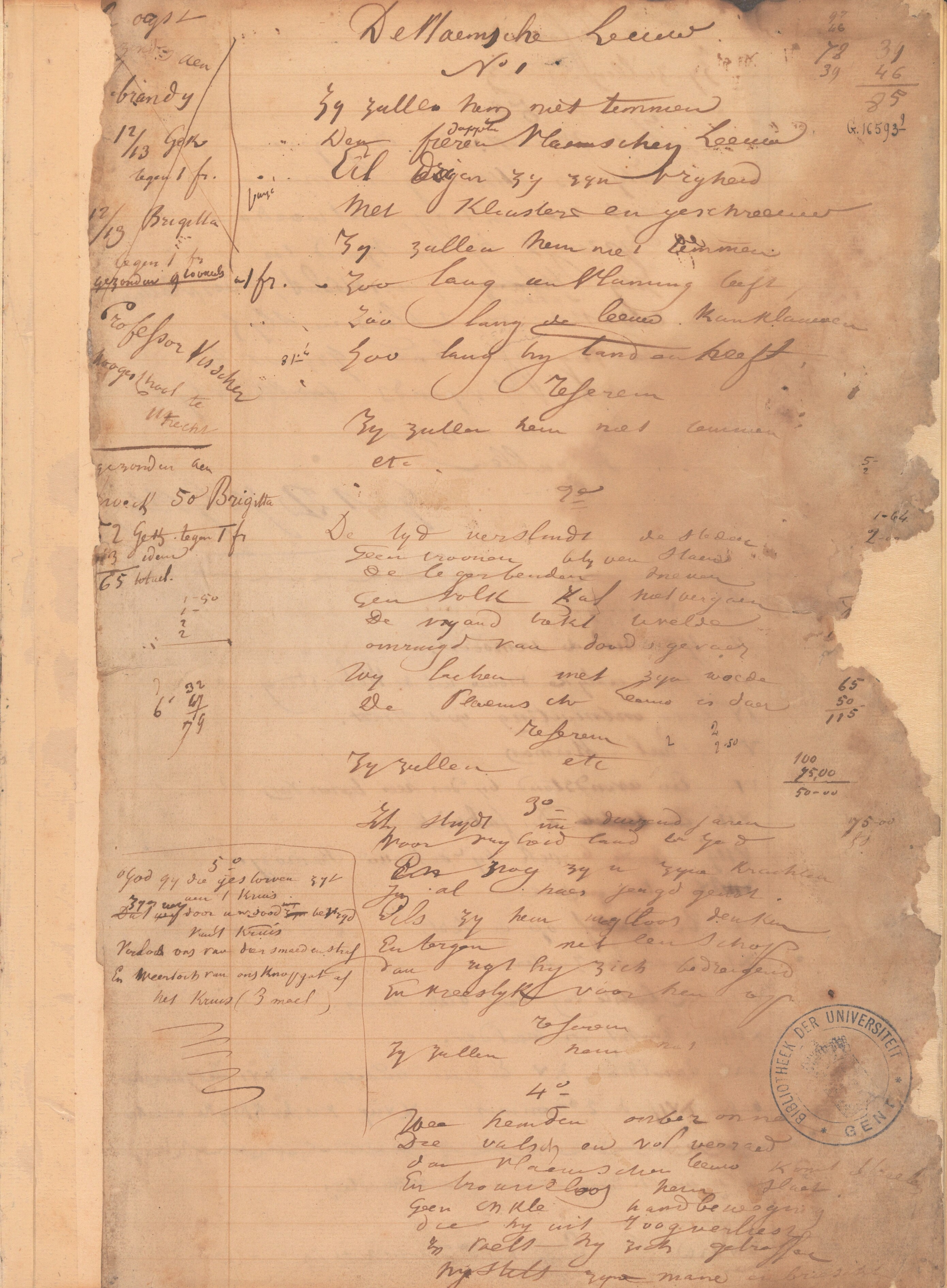
Autograaf van het volkslied de Vlaamse Leeuw, geschreven door Hippoliet van Peene. Het handschrift is zeer zeldzaam: autografen zijn niet talrijk en deze van nationale hymnes zijn vrijwel onbestaande

Een autograaf is een handschrift dat een schrijver zelf heeft geschreven, in tegenstelling tot een afschrift of een tekst die door een secretaris of kopiist is genoteerd (een apograaf). Een idiograaf is een handschrift waar auteurs met een team van redacteuren of secretarissen aan gewerkt hebben.
Autografen zijn in het vakgebied van de tekstkritiek belangrijk voor het vaststellen van de beste of meest oorspronkelijke tekst. De echtheid van een autograaf wordt vastgesteld aan de hand van externe en interne criteria.
Bij externe criteria voor de echtheid van autografen gaat het om de ouderdom, het materiaal van de drager, de gebruikte inkt en de schrijfhand. Bij de interne criteria wordt gelet op zaken als de stijl, de wijze van compositie en het onderwerp van een tekst.

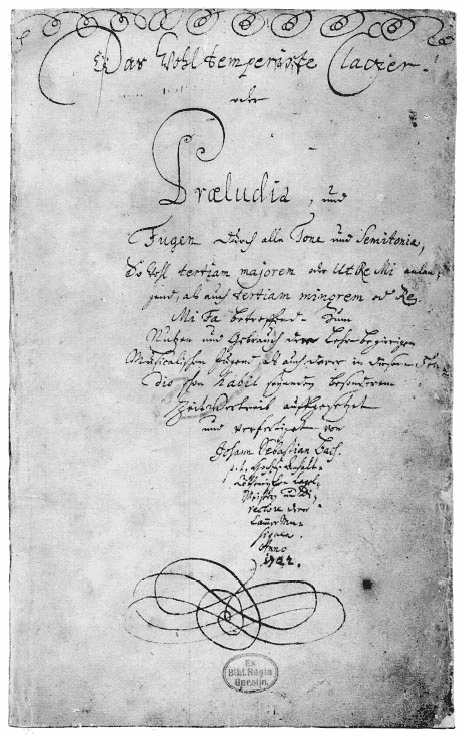
Autograaf van Johann Sebastian Bach in een uitgave van Das wohltemperierte Klavier

Van vele auteurs zijn er autografen overgeleverd. Een autograaf hoeft niet per se de beste of geheel correcte tekst te bevatten. Het is heel goed mogelijk dat een netafschrift of een kopie die een secretaris heeft gemaakt op aanwijzingen van een auteur een betere of zelfs definitieve tekstversie bevat.
Een autograaf is niet altijd een leesbare tekst. Afgezien van de moeilijkheden om oud schrift te lezen waartoe kennis van de paleografie nodig is, kan een tekst ook objectief onleesbaar zijn of vol fouten zitten. De tijdgenoten van Thomas van Aquino noemden zijn schrijfhand, die nog het meeste lijkt op een soort steno in spiegelbeeld, al met recht littera inintelligibilis, een onleesbaar schrift. Vaak worden autografen in een facsimile-uitgave gepubliceerd. Er zijn bibliotheken en archieven die de complete collectie autografen van beroemde personen digitaal publiceren, dit gebeurt met name voor brievencollecties en klassieke muziek.

## Voorbeelden van gedigitaliseerde autografen
- De correspondentie van Willem van Oranje, Instituut voor Nederlandse Geschiedenis, Den Haag - deze collectie met 12 000 brieven bevat vele autografen
- De Negende Symfonie van Beethoven (Staatsbibliothek zu Berlin)
- Kalliope, Duits project voor de digitalisering van autografen
- Savigny-Datenbank, Marburg - de nalatenschap van de jurist Friedrich Carl von Savigny (1779-1861)